# Segeltrollsländor

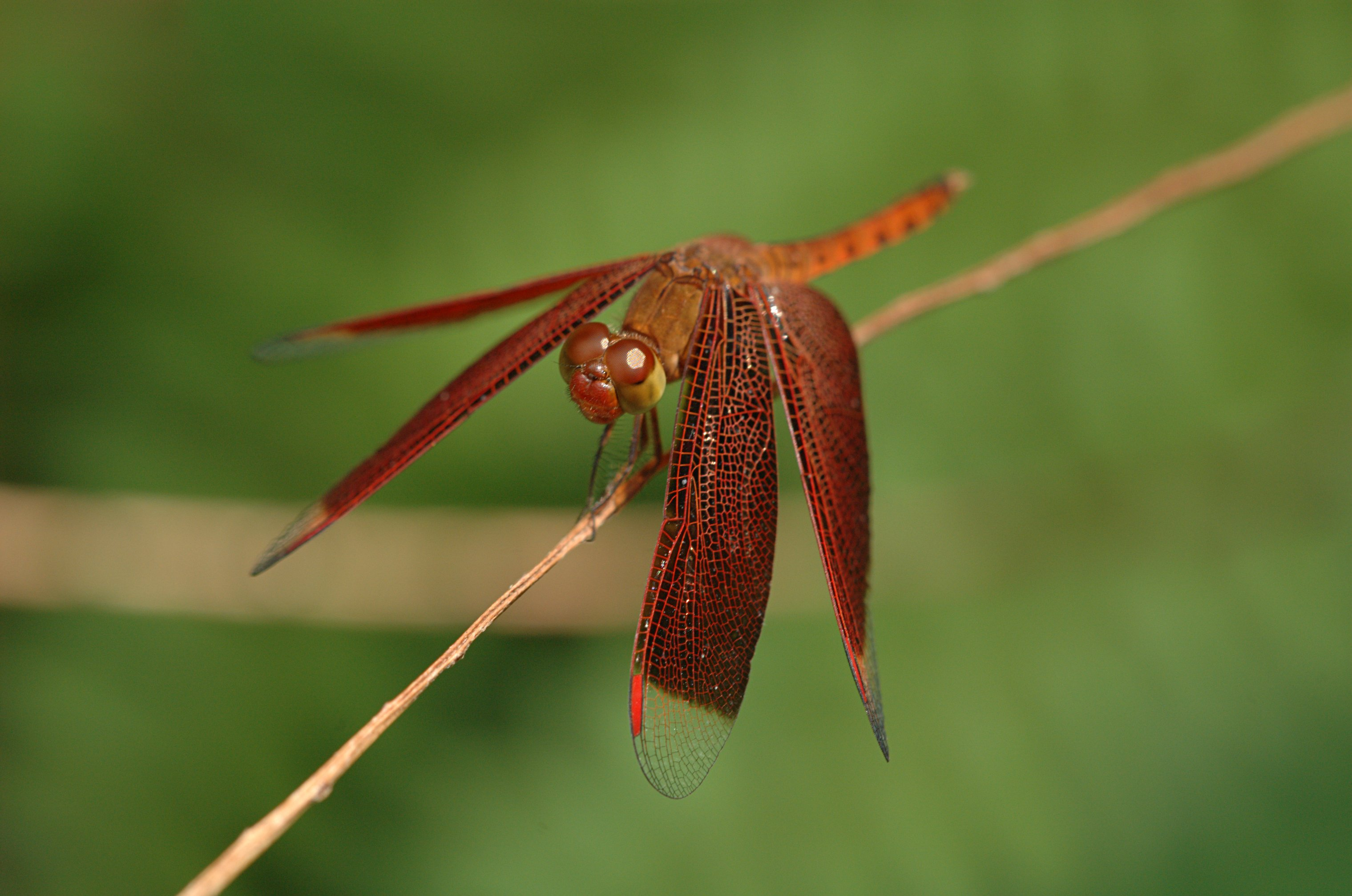
Neurothemis fluctuans

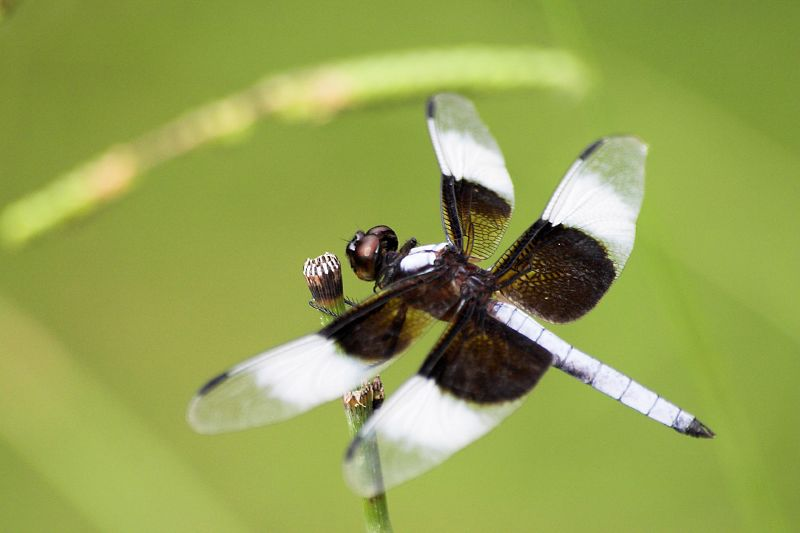
Libellula luctuosa

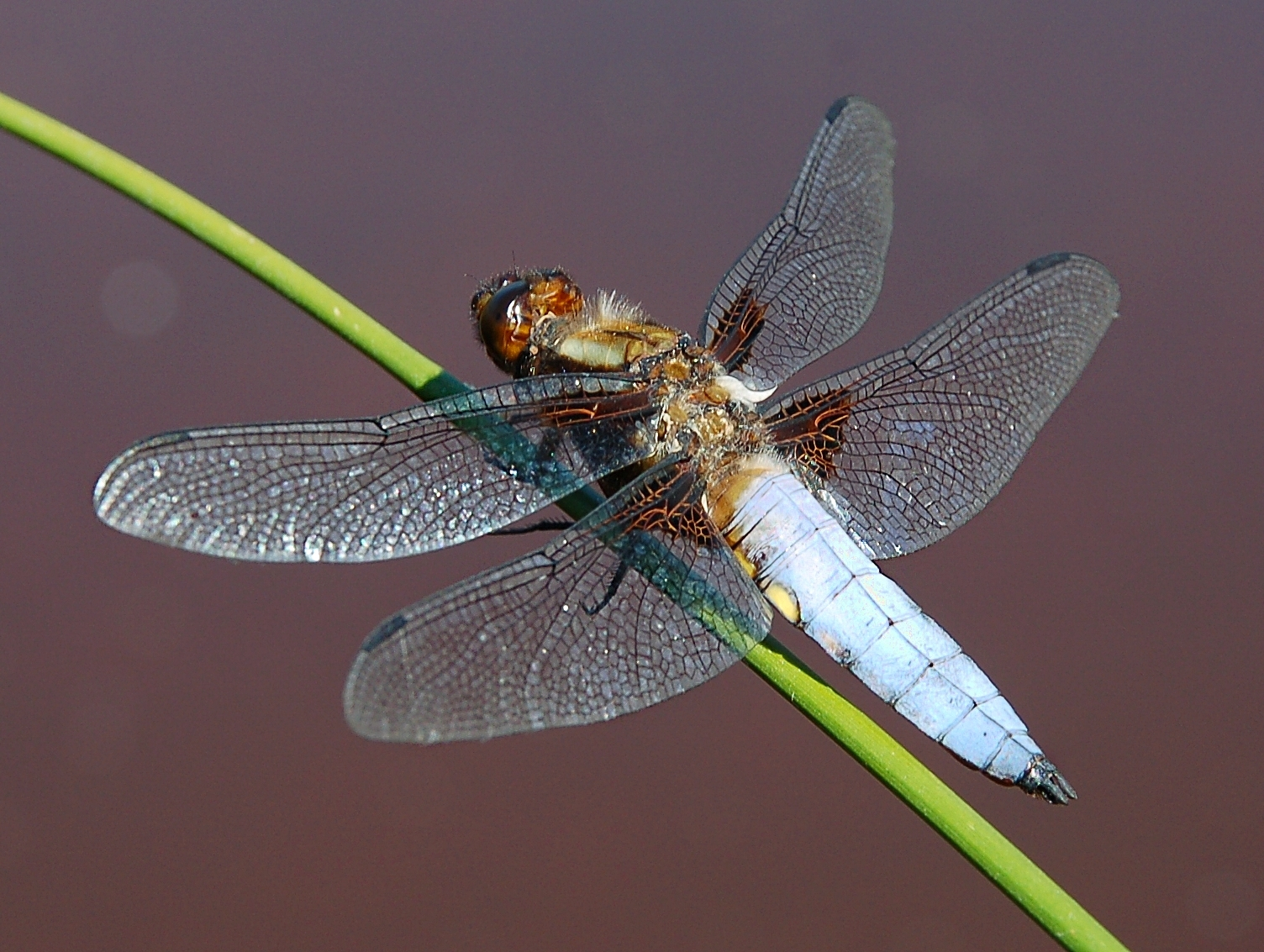
Platetrum depressum

Segeltrollsländor (Libellulidae) är en familj i underordningen egentliga trollsländor. Det är en av de största familjerna med trollsländor och inkluderar över 1 000 arter.

## Systematik
Denna systematik anger släkten.
- Anatya
- Agrionoptera
- Antidythemis
- Argyrothemis
- Brachymesia
- Brachydiplax
- Brechmorhoga
- Cannaphila
- Celithemis
- Crocothemis
- Dasythemis
- Diastatops
- Diplacodes
- Dythemis
- Edonis
- Elasmothemis
- Elga
- Erythemis
- Erythrodiplax
- Fylgia
- Garrisonia
- Gynothemis
- Idiataphe
- Leucorrhinia
- Libellula
- Macrodiplax
- Macrothemis
- Miathryia
- Micrathryia
- Misagria
- Nannophya
- Nannothemis
- Nephepeltia
- Neurothemis
- Nothodiplax
- Oligoclada
- Orthemis
- Orthetrum
- Pachydiplax
- Paltothemis
- Pantala
- Perithemis
- Phyllothemis
- Planiplax
- Porpax
- Pseudoleon
- Rhodopygia
- Scapanea
- Sympetrum
- Tauriphila
- Tholymis
- Tramea
- Trithemis
- Uracis
- Ypirangathemis
- Zenithoptera
- Zyxomma